# Сан Леуцо
Сан Леуцо (итал. San Leucio) област је у општини Казерта, у јужној италијанској регији Кампанија; најпознатија као подручје око старе фабрике свиле која је заједно са Дворацем у Казерти и Ванвителијем аквадуктом 1997. године уврштен на УНЕСКО-в списак Светске баштине у Европи. Налази се 3,5 км² северозападно од Казерте, на 145 м² надморске висине.

## Историја
1750. године, Карлос III Напуљски је по савету министра Бернарда Тануција одабрао ово место, изворно место краљевског ловачког дома породице Аквавива (сада обновљен, и познат као Palazzo del Belvedere), за необичан друштвени и технолошки експеримент. Наиме, желео је да примени различите моделе производње свиле на темељу техничких иновација и упозорити на потребе радника. Комплекс је изграђен на остацима цркве Светог Леуца, одакле је Ванвителијев водовод доводио воду за дворац у Казерти. Архитекта Франческо Колецини је обликовао индустријске зграде, где су бучне разбојне машине инсталиране уз краљевске апартмане, а дневна соба је постала капелица за раднике, што је прилично јединствено у Европи касног 18. века. Изграђено је ново насеље за раднике и велика заједница разбоја свиле је прерасла у индустријски град, који је 1789. године назван ”Колонијом Краљевских разбоја свиле“ (Real Colonia dei Setaioli).
У својим раним данима, Сан Леуцо је било место ужитка и краљевско ловиште Карловог сина Фердинанда I, који није волео градску гужву и више је уживао у лову. У Сан Леуцу су коришћене најнапредније технологије у процесу добијања готовог производа, тада познате у Европи. Чланови колонија имали су повлашћени статус с модерним системом социјалног осигурања. Краљ је планирано да прошири колонију на прави нови град, Фердинандополис, али је пројекат заустављен француском инвазијом 1799. године. Сан Леуцо се и даље развијао за време француске управе од 1806—1815. године, а заоставштина краља Карлоса је у томе што у граду и данас делује више фабрика свиле које раде за најзахтевније светске произвођаче свиле.
Данас се у комплексу налази ”Живи музеј свиле“ који приказује све фазе производње свиле, а у дворишту дворца Белверде се чувају изворни разбоји за ткање. Од 1999. године у летњим месецима се у комплексу одржава ”Festival Leuciana“ који промовише дворац Белверде и његов парк.